# Cuisson à basse température
La cuisson à basse température est une technique de cuisson destinée à préserver la structure et la saveur des aliments.

## Présentation des cuissons basse température
Bien qu'il existe des applications pour les végétaux, cette technique est principalement utilisée pour la viande. Ce qui détermine avant tout le type de cuisson, c'est la présence ou non de collagène dans un muscle.
Le paleron est un morceau réputé pour son collagène. Si un petit morceau est soumis à une ébullition de vingt minutes, il est cuit à cœur. Par contre, sa dureté le rendra immangeable, car le « couple temps température » n'est pas suffisant pour solubiliser le collagène. Une ébullition de trois heures sera nécessaire pour l'attendrir.
Un morceau de filet de bœuf sera quant à lui cuit en moins de cinq minutes. Ce qui crée sa tendreté exceptionnelle, c'est son absence de collagène.
Pour les morceaux sans collagène il existe plusieurs appoints de cuisson. Une température précise correspond à chacun de ses niveaux de cuisson :
- bleu : 55 °C
- saignant : 58 °C
- à point : 65 °C
- bien cuit : 69 °C

Pour réaliser une cuisson basse température, il faut programmer la température ambiante du four au plus près de la température de référence de l'appoint de cuisson. Ce procédé allonge considérablement le temps nécessaire. Des fours vapeurs ou des thermoplongeurs sont préconisés, car ils permettent une plus grande précision.